# Чернецька Наталія Віталіївна
Ната́лія Віта́ліївна Чернецька (нар. 30 квітня 1985, Тернопіль) — українська волейболістка, центральна блокуюча. Виступала за «Галичанку-ТНЕУ-Укрінбанк». Майстер спорту з волейболу, кандидат у майстри спорту з легкої атлетики. Висота атаки/блоку: 315/300 см.

## Біографія
Наталія почала займатися легкою атлетикою з третього класу. Через декілька років зосередилася на стрибках у висоту і змогла виконати норматив кандидата у майстри спорту, підкоривши планку 175 см. В десятому класі школи травмувала коліно і з активними заняттями довелося зав'язати. По закінченні школи вирішила здобути вищу освіту у Тернопільському національному економічному університеті. При вступі на бюджет Наталії порекомендували спробувати свої сили у волейболі в університетській команді. У жовтні 2002 року Чернецька потрапила до дублюючого складу «Галичанки». Вона починала грати на позиції догравальниці, з часом перекваліфікувалася в діагональ, а одного разу у команди виникла потреба в блокуючому і тренер обрав на цю позицію Чернецьку.
У складі «Галичанки» Наталія регулярно вигравала медалі, але чемпіонкою зуміла стати лише в сезоні 2009/10.
У травні 2010 року отримала виклик у національну збірну України на відбір до Євро-2011. Сезон 2010/11 видався для «Галичанки» невдалим, але Чернецька отримала пропозиції від южненського «Хіміка» та із-за кордону. Наталія вирішила залишитися на Батьківщині і в середині літа перейшла до складу «Хіміка».
У 2011 році у складі збірної України виступала на всесвітній універсіаді та чемпіонаті Європи. Після гри зі збірною Сербії допінг-тест Наталії дав позитивну пробу. Гравець прийняла препарат, який використовують для виведення з організму заборонених речовин. Спочатку Чернецькій загрожувала дискваліфікація на 24 місяці, втім її термін скоротили на півроку після її зізнання. З цих причин угоду з «Хіміком» довелося розірвати за обопільною згодою.
Наталія не мала права виходити на майданчик до березня 2013 року, тож намагалася у цей час знайти роботу за фахом і вишивала картини.
30 березня 2013 року приєдналася до «Сєвєродончанки».
Сезон 2014/15 розпочала у рідній команді «Галичанка-ТНЕУ-Укрінбанк».

## Титули і досягнення
- Чемпіон України: 2009/2010
- Срібний призер чемпіонату України (2): 2005/2006, 2013/2014
- Бронзовий призер чемпіонату України (2): 2007/2008, 2008/2009